# 10084 Rossparker
10084 Rossparker eller 1990 QC5 är en asteroid i huvudbältet som upptäcktes den 25 augusti 1990 av den amerikanske astronomen Henry E. Holt vid Palomarobservatoriet. Den är uppkallad efter den kanadensiske amatörastronomen Ross Parker.
Asteroiden har en diameter på ungefär 4 kilometer.